# Denisa Králová
Denisa Králová, rozená Kosová (* 18. července 1991 Rychnov nad Kněžnou) je česká reprezentantka v orientačním běhu. Mezi její největší úspěchy patří zlatá medaile ze štafet na dorosteneckém mistrovství Evropy 2009 v srbském Kopaoniku a stříbrná medaile z juniorského mistrovství světa 2010 v dánském Aalborgu. V současnosti běhá za český klub OK 99 Hradec Králové a za švédský IFK Mora, dříve reprezentovala oddíl SOOB Spartak Rychnov nad Kněžnou.

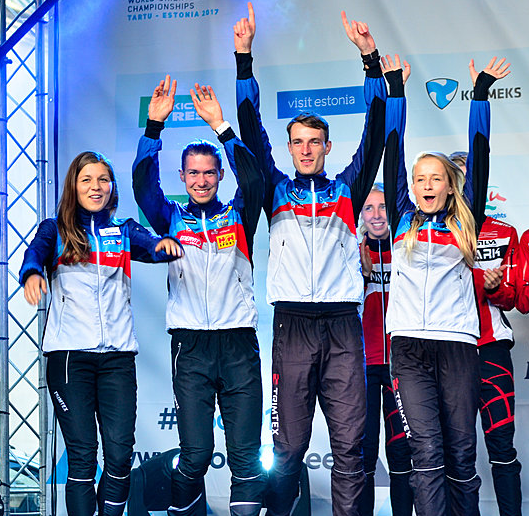
WOC 2017 - Český tým na 4. místě ve sprintových štafetách: Jana Knapová, Miloš Nykodým, Vojtěch Král, Denisa Kosová

Na své první seniorské mistrovství světa se nominovala v roce 2015.. Od té doby pravidelně reprezentuje na mezinárodních závodech. 

## Sportovní kariéra

### Umístění na MS a ME
| Přehled úspěchů na Mistrovství světa juniorů | Přehled úspěchů na Mistrovství světa juniorů | Přehled úspěchů na Mistrovství světa juniorů | Přehled úspěchů na Mistrovství světa juniorů | Přehled úspěchů na Mistrovství světa juniorů |
| Mistrovství světa juniorů                    | Sprint                                       | Middle                                       | Long                                         | Štafety                                      |
| -------------------------------------------- | -------------------------------------------- | -------------------------------------------- | -------------------------------------------- | -------------------------------------------- |
| Aalborg 2010                                 | 60. místo                                    | Q.                                           | 45. místo                                    | 2. místo                                     |
| Wejherowo 2011                               | 23. místo                                    | 6. místo                                     | 47. místo                                    | 2. místo                                     |

| Přehled úspěchů na Mistrovství světa | Přehled úspěchů na Mistrovství světa | Přehled úspěchů na Mistrovství světa | Přehled úspěchů na Mistrovství světa | Přehled úspěchů na Mistrovství světa |
| Mistrovství světa                    | Sprint                               | Middle                               | Mix štafety                          | Štafety                              |
| ------------------------------------ | ------------------------------------ | ------------------------------------ | ------------------------------------ | ------------------------------------ |
| Inverness 2015                       | 11. místo                            | -                                    | 10. místo                            | 6. místo                             |
| Strömstad 2016                       | 20. místo                            | 20. místo                            | 6. místo                             | DSQ                                  |

| Přehled úspěchů na Mistrovství Evropy | Přehled úspěchů na Mistrovství Evropy | Přehled úspěchů na Mistrovství Evropy | Přehled úspěchů na Mistrovství Evropy | Přehled úspěchů na Mistrovství Evropy |
| Mistrovství Evropy                    | Sprint                                | Middle                                | Mix štafety                           | Štafety                               |
| ------------------------------------- | ------------------------------------- | ------------------------------------- | ------------------------------------- | ------------------------------------- |
| Jeseník                               | 24. místo                             | 47. místo                             | 5. místo                              | 8. místo                              |

| Přehled úspěchů ve Světovém poháru | Přehled úspěchů ve Světovém poháru | Přehled úspěchů ve Světovém poháru | Přehled úspěchů ve Světovém poháru |
| Světový pohár                      | Sprint                             | Middle                             | Long                               |
| ---------------------------------- | ---------------------------------- | ---------------------------------- | ---------------------------------- |
| Inverness 2015 (MS)                | 11. místo                          | X                                  | X                                  |
| Arosa 2015                         | X                                  | 39. místo                          | 13. místo                          |
| Wrocław 2016                       | 11. místo                          | 7. místo                           | X                                  |
| Jeseník 2016 (ME)                  | 24. místo                          | 47. místo                          | 8. místo                           |

| Přehled úspěchů na Mistrovství Evropy dorostu | Přehled úspěchů na Mistrovství Evropy dorostu | Přehled úspěchů na Mistrovství Evropy dorostu |          |
| Mistrovství Evropy dorostu                    | Sprint                                        | Long                                          | Štafety  |
| --------------------------------------------- | --------------------------------------------- | --------------------------------------------- | -------- |
| Solothurn 2008                                | 13. místo                                     | 11. místo                                     | X        |
| Kopaniok 2009                                 | DSQ                                           | 43. místo                                     | 1. místo |

### Umístění na MČR
| Umístění na Mistrovství České republiky v orientačním běhu | Umístění na Mistrovství České republiky v orientačním běhu | Umístění na Mistrovství České republiky v orientačním běhu | Umístění na Mistrovství České republiky v orientačním běhu | Umístění na Mistrovství České republiky v orientačním běhu | Umístění na Mistrovství České republiky v orientačním běhu | Umístění na Mistrovství České republiky v orientačním běhu | Umístění na Mistrovství České republiky v orientačním běhu | Umístění na Mistrovství České republiky v orientačním běhu | Umístění na Mistrovství České republiky v orientačním běhu | Umístění na Mistrovství České republiky v orientačním běhu | Umístění na Mistrovství České republiky v orientačním běhu |
| Ročník                                                     | Kategorie                                                  | Klasická                                                   | Krátká                                                     | Sprint                                                     | Dlouhá                                                     | Noční                                                      | Ranking                                                    | Členství v klubu                                           | Štafety                                                    | Kluby                                                      | Sprint. štafety                                            |
| ---------------------------------------------------------- | ---------------------------------------------------------- | ---------------------------------------------------------- | ---------------------------------------------------------- | ---------------------------------------------------------- | ---------------------------------------------------------- | ---------------------------------------------------------- | ---------------------------------------------------------- | ---------------------------------------------------------- | ---------------------------------------------------------- | ---------------------------------------------------------- | ---------------------------------------------------------- |
| MČR 2006                                                   | D16 – mladší dorostenky                                    | 7. místo                                                   | 33. místo                                                  |                                                            |                                                            |                                                            |                                                            | SOOB Spartak Rychnov n.Kn.                                 |                                                            |                                                            |                                                            |
| MČR 2006                                                   | D18 – starší dorostenky                                    |                                                            |                                                            |                                                            |                                                            |                                                            |                                                            | SOOB Spartak Rychnov n.Kn.                                 | 4. místo                                                   | 3. místo                                                   |                                                            |
| MČR 2007                                                   | D16 – mladší dorostenky                                    | 13. místo                                                  | 7. místo                                                   | 17. místo                                                  |                                                            |                                                            | 663. místo                                                 | SOOB Spartak Rychnov n.Kn.                                 |                                                            |                                                            |                                                            |
| MČR 2007                                                   | D18 – starší dorostenky                                    |                                                            |                                                            |                                                            |                                                            |                                                            |                                                            | SOOB Spartak Rychnov n.Kn.                                 | 1. místo                                                   | disk                                                       |                                                            |
| MČR 2008                                                   | D18 – starší dorostenky                                    | 3. místo                                                   | 6. místo                                                   | 1. místo                                                   |                                                            |                                                            | 380. místo                                                 | SOOB Spartak Rychnov n.Kn.                                 | 3. místo                                                   | disk                                                       |                                                            |
| MČR 2009                                                   | D18 – starší dorostenky                                    | 3. místo                                                   | 3. místo                                                   | 2. místo                                                   | 5. místo                                                   | 2. místo                                                   | 386. místo                                                 | SOOB Spartak Rychnov n.Kn.                                 | 7. místo                                                   |                                                            |                                                            |
| MČR 2009                                                   | D21 – ženy                                                 |                                                            |                                                            |                                                            |                                                            |                                                            |                                                            | SOOB Spartak Rychnov n.Kn.                                 |                                                            | 7. místo                                                   |                                                            |
| MČR 2010                                                   | D20 – juniorky                                             | 1. místo                                                   | 1. místo                                                   | 1. místo                                                   |                                                            | 2. místo                                                   | 21. místo                                                  | SOOB Spartak Rychnov n.Kn.                                 |                                                            |                                                            |                                                            |
| MČR 2010                                                   | D21 – ženy                                                 |                                                            |                                                            |                                                            |                                                            |                                                            |                                                            | SOOB Spartak Rychnov n.Kn.                                 | 12. místo                                                  | 12. místo                                                  |                                                            |
| MČR 2011                                                   | D20 – juniorky                                             | 4. místo                                                   | 1. místo                                                   | 2. místo                                                   |                                                            | 3. místo                                                   | 18. místo                                                  | OK 99 Hradec Králové                                       |                                                            |                                                            |                                                            |
| MČR 2011                                                   | D21 – ženy                                                 |                                                            |                                                            |                                                            |                                                            |                                                            | OK 99 Hradec Králové                                       | 5. místo                                                   | 5. místo                                                   |                                                            |                                                            |
| MČR 2012                                                   | D21 – ženy                                                 | 20. místo                                                  | 18. místo                                                  | 12. místo                                                  |                                                            | 13. místo                                                  | OK 99 Hradec Králové                                       | 9. místo                                                   | 4. místo                                                   |                                                            |                                                            |
| MČR 2013                                                   | D21 – ženy                                                 |                                                            | 20. místo                                                  | 18. místo                                                  | 5. místo                                                   | 32. místo                                                  | OK 99 Hradec Králové                                       | 5. místo                                                   | 5. místo                                                   |                                                            |                                                            |
| MČR 2014                                                   | D21 – ženy                                                 | 26. místo                                                  | 21. místo                                                  | 13. místo                                                  | 6. místo                                                   | 10. místo                                                  | OK 99 Hradec Králové                                       | 8. místo                                                   | 2. místo                                                   | 3. místo                                                   |                                                            |
| MČR 2015                                                   | D21 – ženy                                                 | 1. místo                                                   | 8. místo                                                   | 1. místo                                                   |                                                            | 1. místo                                                   | OK 99 Hradec Králové                                       | disk                                                       | 3. místo                                                   | 3. místo                                                   |                                                            |
| MČR 2016                                                   | D21 – ženy                                                 | 2. místo                                                   |                                                            | 1. místo                                                   |                                                            | 1. místo                                                   | OK 99 Hradec Králové                                       | 3. místo                                                   | 2. místo                                                   | 1. místo                                                   |                                                            |
| MČR 2017                                                   | D21 – ženy                                                 |                                                            | 9. místo                                                   | 4. místo                                                   | 2. místo                                                   | 4. místo                                                   | OK 99 Hradec Králové                                       |                                                            | 1. místo                                                   | 15. místo                                                  |                                                            |
| MČR 2018                                                   | D21 – ženy                                                 | 1. místo                                                   | 4. místo                                                   | 3. místo                                                   |                                                            | 2. místo                                                   | OK 99 Hradec Králové                                       | 3. místo                                                   | 1. místo                                                   | disk                                                       |                                                            |
| MČR 2019                                                   | D21 – ženy                                                 | 1. místo                                                   | 1. místo                                                   | 2. místo                                                   |                                                            | 1. místo                                                   | OK 99 Hradec Králové                                       | 1. místo                                                   | 1. místo                                                   | 1. místo                                                   |                                                            |
| MČR 2020                                                   | D21 – ženy                                                 | 1. místo                                                   | 1. místo                                                   |                                                            |                                                            | 1. místo                                                   | OK 99 Hradec Králové                                       | 1. místo                                                   | zruš                                                       | 2. místo                                                   |                                                            |
| MČR 2021                                                   | D21 – ženy                                                 | 1. místo                                                   | 1. místo                                                   | 8. místo                                                   |                                                            |                                                            | 1. místo                                                   | OK 99 Hradec Králové                                       | 1. místo                                                   | 2. místo                                                   | 4. místo                                                   |
| MČR 2022                                                   | D21 – ženy                                                 | 1. místo                                                   | 2. místo                                                   | 2. místo                                                   |                                                            |                                                            | 1. místo                                                   | OK 99 Hradec Králové                                       | 1. místo                                                   | 1. místo                                                   | disk                                                       |
| MČR 2023                                                   | D21 – ženy                                                 | 2. místo                                                   | 2. místo                                                   |                                                            |                                                            | disk                                                       | 1. místo                                                   | OK 99 Hradec Králové                                       | 2. místo                                                   | 1. místo                                                   |                                                            |